# Abgrallaspis flabellata
Abgrallaspis flabellata är en insektsart som först beskrevs av Ferris 1938.  Abgrallaspis flabellata ingår i släktet Abgrallaspis och familjen pansarsköldlöss. Inga underarter finns listade i Catalogue of Life.